# Lasioglossum providens
Lasioglossum providens är en biart som först beskrevs av Smith 1879.  Lasioglossum providens ingår i släktet smalbin, och familjen vägbin. Inga underarter finns listade i Catalogue of Life.